# テス (ファラオ)
テス（Thesh、Tjesh、Tesh）は、王朝誕生前のエジプトでナイルデルタを治めたファラオ。パレルモ・ストーンでは、下エジプトの王として小さな番号とともに描かれている。